# جورج لودفيغ فون بار
جورج لودفيغ فون بار (بالألمانية: Georg Ludwig von Bar)‏ هو كاتب ألماني، ولد في 6 يناير 1701، وتوفي في 6 أغسطس 1767.